# Людская
Людская — река в Сосковском и Урицком районах Орловской области.
Исток реки в селе Людское, на отметке высоты 216 м (в верховье основной водоток называется Лютик), течёт в основном в северо-восточном направлении, впадает в 45 км по правому берегу реки Цон, у северной окраины деревни Городище, на отметке высоты 171 м. Длина реки составляет 12 км.

## Данные водного реестра
По данным государственного водного реестра России относится к Окскому бассейновому округу, водохозяйственный участок реки — Ока от истока до города Орёл, речной подбассейн реки — бассейны притоков Оки до впадения Мокши. Речной бассейн реки — Ока.
Код объекта в государственном водном реестре — 09010100112110000017838.